# 東新町 (板橋區)
東新町（日语：／ Tōshinchō */?）是東京都板橋區的町名。現行行政地名為東新町一丁目〜二丁目。
板橋區全域已實施住居表示。

## 地理
位於板橋區南部。北臨常盤台，東北接南常盤台，東連東山町，南邊對岸為小茂根，西通櫻川及上板橋。町域北邊有東武鐵道，南邊有石神井川通過。町內北部為東新町一丁目，南部為二丁目。

### 地價
依據2014年（平成26年）1月1日的公告地價，東新町1-30-9的住宅地價為34萬5000日圓/m2。

## 歷史

### 地名由來
一說是「東山町西邊的新町」，另一說是「東町」與「新田」的組合地名。

## 交通

### 鐵道
町內無車站，可利用以下路線。
- 東武鐵道
  - 東武東上線：常盤台站（常盤台一丁目、二丁目與南常盤台一丁目）、上板橋站（上板橋二丁目與常盤台四丁目）

### 巴士
- 國際興業巴士（日语：国際興業バス）
  - 東新町一丁目
    - 光02：往池袋站東口、往光丘站

### 道路
- 國道254號（川越街道）
- 東京都道445號常盤台赤羽線（日语：東京都道445号常盤台赤羽線）（前野中央通）

## 設施
二丁目
- 私立城北高等學校（日语：城北中学校・高等学校）
- 私立城北中學校（日语：城北中学校・高等学校）
- 板橋區立櫻川小學校
- 櫻川憩之家（桜川いこいの家）：舊上板橋村役場跡。服務60歲以上區民的區立娛樂設施。
- 安養院（日语：安養院 (板橋区)）：山號寺號為武王山最明寺。真言宗豐山派寺院。為豐島八十八所靈場之一、板橋七福神中的弁財天。

## 備註
1. ↑  .   [2014-10-04]. （原始内容存档于2014-09-14）.
2. ↑  『角川日本地名大辞典 13 東京都』，角川書店，1991年再版，P795
3. ↑  『いたばしの地名』板橋区教育委員会，1995年，P189-190
4. ↑  .   [2014-10-04]. （原始内容存档于2014-10-06）.